# Michał Chalecki
Michał Chalecki (ur. 12 listopada 1679 w Wiejsiejach, zm. 24 stycznia 1715 w Warszawie) – oboźny Wielkiego Księstwa Litewskiego. 

## Życiorys
Był synem Karola Kazimierza (zm. 1696), starosty mozyrskiego. Należał do przeciwników Sapiehów na Litwie. W 1696 był posłem na sejm konwokacyjny. W 1697 poparł elekcję Augusta II i był posłem na sejm koronacyjny 1697 roku w Krakowie. W 1701 odzyskał starostwo mozyrskie. Wziął udział w wojnie domowej przeciwko Sapiehom. Wraz z Krzysztofem Białłozorem zawarł z carem układ sojuszniczo-protekcyjny w imieniu Wielkiego Księstwa Litewskiego. W 1704 przystąpił do konfederacji sandomierskiej. W okresie rządów Stanisława Leszczyńskiego utracił starostwo. Po powrocie Augusta II do Rzeczypospolitej 31 października 1709 został oboźnym Wielkiego Księstwa Litewskiego. Jako poseł powiatu mozyrskiego był uczestnikiem Walnej Rady Warszawskiej 1710 roku. 
Zmarł bezpotomnie.